# Greek to me
"Greek to me"→"그건 나에게 그리스말같이 들린다"란 영어에서 상대방의 언어나 말투, 방언, 또는 대화내용을 이해할 수 없을 때 사용하는 표현이다. 그리스어를 예로 들어 대화내용의 난해함, 또는 이해할 수 없음을 나타내고 있다. 이 표현은 세익스피어가 처음 사용한 것으로 알려진다.
다른 언어에도 저마다 비슷한 표현이 있으며, 저마다 다른 특정언어를 대상으로 삼고 있다. 가장 많은 비유대상이 되는 것은 중국어인데, 중국인 자신은 "중국어 간체자: 跟天书 一样, 정체자: 跟天書 一樣, 병음: gēn tiānshū yíyàng"라고 비유한다.

## 언어별 표현
| 언어별 표현                                  | IPA                              | "대상" 언어 | "대상" 문자 |
| -------------------------------------------- | -------------------------------- | ----------- | ----------- |
| 영어: That's Greek to me.                    | ðæts gɹik tu mi                  | 그리스어    | 그리스 문자 |
| 아랍어: .يتحدث باللغة الصينية                |                                  | 중국어      | 한자        |
| 아랍어: .يحكي كرشوني                         |                                  | 가르슈니    | 시리아 문자 |
| 차바카노어: Aleman ese comigo.               |                                  | 독일어      | 독일 문자   |
| 네덜란드어: Dat is Chinees voor mij.         | dat ɪs ʃine:s vɔr mɛi            | 중국어      | 한자        |
| 핀란드어: Täyttä hepreaa.                    | tæytːæ hepreɑː                   | 히브리어    | 히브리 문자 |
| 프랑스어: C'est de l'hébreu.                 | sɛ də le.bʁø                     | 히브리어    | 히브리 문자 |
| 독일어: Das kommt mir spanisch vor.          | das komt miɐ ʃpanɪʃ foɐ          | 에스파냐어  | 로마자      |
| 그리스어: Αυτά μου φαίνονται κινέζικα.       | auta mou fainontai kinezika      | 중국어      | 한자        |
| 히브리어: זה סינית בשבילי                    | ze sinit biʃvili                 | 중국어      | 한자        |
| 헝가리어: Ez nekem kínai.                    | ɛz nɛkɛm kiːnɒɪ                  | 중국어      | 한자        |
| 이탈리아어: Questo è arabo per me.           | kwɛsto e ˈarabo pɛr mɛ           | 아랍어      | 아랍 문자   |
| 라틴어: Ille graecus a me est.               | ille grekus a me est             | 그리스어    | 그리스 문자 |
| 리투아니아어: Tai man kaip kinų kalba.       | taɪ mɐn kaɪp kinuˑ kɐlba         | 중국어      | 한자        |
| 페르시아어: غلنبه سلنبه                      |                                  | 중국어      | 한자        |
| 포르투갈어: Isto é chinês para mim.          | ɪʃtu ɛ ʃineʃ pɐrɐ mĩ             | 중국어      | 한자        |
| 러시아어: Это для меня китайская грамота.    | ɛto dlʲa məɲa kitaɪskaja gramota | 중국어      | 한자        |
| 스페인어: Esto me suena a chino.             | esto me swena a tʃino            | 중국어      | 한자        |
| 튀르키예어: Konuya Fransız kaldım.           | konuja fɾansɯz kaldɯm            | 프랑스어    | 로마자      |
| 우크라이나어: Це для мене китайська грамота. | tsɛ dlʲa məɲe kitaɪsʲka gramota  | 중국어      | 한자        |
| 이디시어: ס'איז תּרגום־לשון צו מיר            | s'ɪz targum-loʃn tsu miɐ         | 아람어      | 아람 문자   |